# Ischalea incerta
Ischalea incerta är en spindelart som först beskrevs av O. Pickard-Cambridge 1877.  Ischalea incerta ingår i släktet Ischalea och familjen Stiphidiidae.
Artens utbredningsområde är Madagaskar. Inga underarter finns listade i Catalogue of Life.